# 2022–2023-as UEFA-bajnokok ligája (csoportkör)
A 2022–2023-as UEFA-bajnokok ligája csoportkörének mérkőzéseit 2022. szeptember 6. és november 2. között játszották. A csoportkörben 32 csapat vett részt, melyből 16 csapat jutott tovább az egyenes kieséses szakaszba.

## Sorsolás
A csoportkör sorsolását 2022. augusztus 25-én, közép európai idő szerint 18 órakor (hely idő szerint 19 órakor) tartották Isztambulban.
A csapatokat 4 kalapba sorolták be, a következők szerint:
- Az 1. kalapba került a UEFA-bajnokok ligája győztese, az Európa-liga győztese és a rangsor szerinti első hat ország bajnokcsapata.
- A 2., 3. és 4. kalapba került a többi csapat, a 2022-es UEFA-együtthatóik sorrendjében.[2]

A 32 csapatot nyolc darab négycsapatos csoportba sorsolták. Azonos tagországba tartozó csapatok nem kerülhettek azonos csoportba. Az azonos tagországba tartozó csapatokból párokat alakítottak ki, amelyeket négy csoportra nézve is szétosztottak (A–D, E–H), a televíziós közvetítések miatt. A párokat az UEFA határozta meg.
- A: Real Madrid és Barcelona
- B: Eintracht Frankfurt és RB Leipzig
- C: Manchester City és Liverpool
- D: Milan és Napoli
- E: Bayern München és Borussia Dortmund
- F: Paris Saint-Germain és Marseille
- G: Porto és Benfica
- H: Chelsea és Tottenham Hotspur
- I: Juventus és Internazionale
- J: Atlético Madrid és Sevilla
- K: Rangers és Celtic

## Csapatok
Az alábbi csapatok vettek részt a csoportkörben:
- 26 csapat ebben a körben lépett be
- 6 győztes csapat a UEFA-bajnokok ligája rájátszásából (4 a bajnoki ágról, 2 a nem bajnoki ágról)

| Csapat                | Együttható |
| --------------------- | ---------- |
| Real MadridBL         | 124,000    |
| Eintracht FrankfurtEL | 61,000     |
| Manchester City       | 134,000    |
| Milan                 | 38,000     |
| Bayern München        | 138,000    |
| Paris Saint-Germain   | 112,000    |
| Ajax                  | 82,500     |
| Porto                 | 80,000     |

| Csapat            | Együttható |
| ----------------- | ---------- |
| Liverpool         | 134,000    |
| Chelsea           | 123,000    |
| Barcelona         | 114,000    |
| Juventus          | 107,000    |
| Atlético Madrid   | 105,000    |
| Sevilla           | 91,000     |
| RB Leipzig        | 83,000     |
| Tottenham Hotspur | 83,000     |

| Csapat            | Együttható |
| ----------------- | ---------- |
| Borussia Dortmund | 78,000     |
| Red Bull Salzburg | 71,000     |
| Sahtar Doneck     | 71,000     |
| Internazionale    | 67,000     |
| Napoli            | 66,000     |
| Benfica           | 61,000     |
| Sporting CP       | 55,500     |
| Bayer Leverkusen  | 53,000     |

| Csapat         | Együttható |
| -------------- | ---------- |
| Rangers        | 50,250     |
| Dinamo Zagreb  | 49,500     |
| Marseille      | 44,000     |
| København      | 40,500     |
| Club Brugge    | 38,500     |
| Celtic         | 33,000     |
| Viktoria Plzeň | 31,000     |
| Makkabi Haifa  | 7,000      |

## Csoportok
A csoportokban a csapatok körmérkőzéses, oda-visszavágós rendszerben mérkőztek meg egymással. A csoportok első két helyezettje az egyenes kieséses szakaszba jutott, a harmadik helyezettek az Európa-liga nyolcaddöntő rájátszásába kerültek. A menetrendet 2022. augusztus 27-én tették közzé.

### Sorrend meghatározása
Az UEFA versenyszabályzata alapján, ha két vagy több csapat a csoportmérkőzések után azonos pontszámmal állt, az alábbiak alapján kellett meghatározni a sorrendet:
1. az azonosan álló csapatok mérkőzésein szerzett több pont
2. az azonosan álló csapatok mérkőzésein elért jobb gólkülönbség
3. az azonosan álló csapatok mérkőzésein szerzett több gól
4. ha kettőnél több csapat áll azonos pontszámmal, akkor az egymás elleni eredményeket mindaddig újra kell alkalmazni, amíg nem dönthető el a sorrend
5. az összes mérkőzésen elért jobb gólkülönbség
6. az összes mérkőzésen szerzett több gól
7. az összes mérkőzésen szerzett több idegenben szerzett gól
8. az összes mérkőzésen szerzett több győzelem
9. az összes mérkőzésen szerzett több idegenben szerzett győzelem
10. fair play pontszám (piros lap = 3 pont, kiállítás két sárga lap után = 3 pont, sárga lap = 1 pont);
11. jobb UEFA-együttható

Minden időpont közép-európai idő/közép-európai nyári idő szerint van feltüntetve.

### A csoport
| Hely. | Csapat    | M | Gy | D | V | G+ | G– | Gk  | P  | Továbbjutás                                       |  | NAP | LIV | AJX | RAN |
| ----- | --------- | - | -- | - | - | -- | -- | --- | -- | ------------------------------------------------- |  | --- | --- | --- | --- |
| 1.    | Napoli    | 6 | 5  | 0 | 1 | 20 | 6  | +14 | 15 | Továbbjutott a nyolcaddöntőbe                     |  | —   | 4–1 | 4–2 | 3–0 |
| 2.    | Liverpool | 6 | 5  | 0 | 1 | 17 | 6  | +11 | 15 | Továbbjutott a nyolcaddöntőbe                     |  | 2–0 | —   | 2–1 | 2–0 |
| 3.    | Ajax      | 6 | 2  | 0 | 4 | 11 | 16 | −5  | 6  | Átkerült az Európa-liga nyolcaddöntő rájátszásába |  | 1–6 | 0–3 | —   | 4–0 |
| 4.    | Rangers   | 6 | 0  | 0 | 6 | 2  | 22 | −20 | 0  |                                                   |  | 0–3 | 1–7 | 1–3 | —   |

1. 1 2  Az egymás elleni eredmény döntetlen. Egymás elleni gólkülönbség: Napoli +1, Liverpool −1.

| 2022. szeptember 7. 18:45 |

| Ajax                                            | 4–0               | Rangers |
| ----------------------------------------------- | ----------------- | ------- |
| Álvarez 17' Berghuis 32' Kudus 33' Bergwijn 80' | (3–0) Jegyzőkönyv |         |

| Johan Cruijff Arena, Amszterdam Játékvezető: Tobias Stieler (német) |

| 2022. szeptember 7. 21:00 |

| Napoli                                                     | 4–1               | Liverpool |
| ---------------------------------------------------------- | ----------------- | --------- |
| Zieliński 5' (11-esből) 47' Zambo Anguissa 31' Simeone 44' | (3–0) Jegyzőkönyv | Díaz 49'  |

| Diego Armando Maradona Stadion, Nápoly Játékvezető: Carlos del Cerro Grande (spanyol) |

| 2022. szeptember 13. 21:00 (20:00 BST) |

| Liverpool            | 2–1               | Ajax      |
| -------------------- | ----------------- | --------- |
| Szaláh 17' Matip 89' | (1–1) Jegyzőkönyv | Kudus 27' |

| Anfield, Liverpool Játékvezető: Artur Soares Dias (portugál) |

| 2022. szeptember 14. 21:00 (20:00 BST) |

| Rangers | 0–3               | Napoli                                               |
| ------- | ----------------- | ---------------------------------------------------- |
|         | (0–0) Jegyzőkönyv | Politano 68' (11-esből) Raspadori 85' Ndombele 90+1' |

| Ibrox Stadion, Glasgow Játékvezető: Antonio Mateu Lahoz (spanyol) |

| 2022. október 4. 21:00 (20:00 BST) |

| Liverpool                                 | 2–0               | Rangers |
| ----------------------------------------- | ----------------- | ------- |
| Alexander-Arnold 7' Szaláh 53' (11-esből) | (1–0) Jegyzőkönyv |         |

| Anfield, Liverpool Játékvezető: Clément Turpin (francia) |

| 2022. október 4. 21:00 |

| Ajax     | 1–6               | Napoli                                                                     |
| -------- | ----------------- | -------------------------------------------------------------------------- |
| Kudus 9' | (1–3) Jegyzőkönyv | Raspadori 18' 47' Di Lorenzo 33' Zielinski 45' Kvarachelia 63' Simeone 81' |

| Johan Cruijff Arena, Amszterdam Játékvezető: François Letexier (francia) |

| 2022. október 12. 18:45 |

| Napoli                                                         | 4–2               | Ajax                                 |
| -------------------------------------------------------------- | ----------------- | ------------------------------------ |
| Lozano 4' Raspadori 16' Kvarachelia 62' (11-esből) Osimhen 90' | (2–0) Jegyzőkönyv | Klaassen 49' Bergwijn 83' (11-esből) |

| Diego Armando Maradona Stadion, Nápoly Játékvezető: Felix Zwayer (német) |

| 2022. október 12. 21:00 (20:00 BST) |

| Rangers     | 1–7               | Liverpool                                                |
| ----------- | ----------------- | -------------------------------------------------------- |
| Arfield 17' | (1–1) Jegyzőkönyv | Firmino 24' 55' Núñez 66' Szaláh 76' 80' 81' Elliott 87' |

| Ibrox Stadion, Glasgow Játékvezető: Slavko Vinčić (szlovén) |

| 2022. október 26. 21:00 |

| Napoli                       | 3–0               | Rangers |
| ---------------------------- | ----------------- | ------- |
| Simeone 11' 16' Østigård 80' | (2–0) Jegyzőkönyv |         |

| Diego Armando Maradona Stadion, Nápoly Játékvezető: Halil Umut Meler (török) |

| 2022. október 26. 21:00 |

| Ajax | 0–3               | Liverpool                        |
| ---- | ----------------- | -------------------------------- |
|      | (0–1) Jegyzőkönyv | Szaláh 42' Núñez 49' Elliott 52' |

| Johan Cruijff Arena, Amszterdam Játékvezető: José María Sánchez Martínez (spanyol) |

| 2022. november 1. 21:00 (20:00 GMT) |

| Liverpool              | 2–0               | Napoli |
| ---------------------- | ----------------- | ------ |
| Szaláh 85' Núñez 90+8' | (0–0) Jegyzőkönyv |        |

| Anfield, Liverpool Játékvezető: Tobias Stieler (német) |

| 2022. november 1. 21:00 (20:00 GMT) |

| Rangers                  | 1–3               | Ajax                                |
| ------------------------ | ----------------- | ----------------------------------- |
| Tavernier 87' (11-esből) | (0–2) Jegyzőkönyv | Berghuis 4' Kudus 29' Conceição 89' |

| Ibrox Stadion, Glasgow Játékvezető: Glenn Nyberg (svéd) |

### B csoport
| Hely. | Csapat           | M | Gy | D | V | G+ | G– | Gk | P  | Továbbjutás                                       |  | POR | BRU | LEV | ATM |
| ----- | ---------------- | - | -- | - | - | -- | -- | -- | -- | ------------------------------------------------- |  | --- | --- | --- | --- |
| 1.    | Porto            | 6 | 4  | 0 | 2 | 12 | 7  | +5 | 12 | Továbbjutott a nyolcaddöntőbe                     |  | —   | 0–4 | 2–0 | 2–1 |
| 2.    | Club Brugge      | 6 | 3  | 2 | 1 | 7  | 4  | +3 | 11 | Továbbjutott a nyolcaddöntőbe                     |  | 0–4 | —   | 1–0 | 2–0 |
| 3.    | Bayer Leverkusen | 6 | 1  | 2 | 3 | 4  | 8  | −4 | 5  | Átkerült az Európa-liga nyolcaddöntő rájátszásába |  | 0–3 | 0–0 | —   | 2–0 |
| 4.    | Atlético Madrid  | 6 | 1  | 2 | 3 | 5  | 9  | −4 | 5  |                                                   |  | 1–1 | 0–0 | 2–2 | —   |

1. 1 2  Egymás elleni pontok: Bayer Leverkusen 4, Atlético Madrid 1.

| 2022. szeptember 7. 21:00 |

| Atlético Madrid | 1–1               | Porto                  |
| --------------- | ----------------- | ---------------------- |
| Hermoso 90+1'   | (0–0) Jegyzőkönyv | Uribe 90+6' (11-esből) |

| Metropolitano Stadion, Madrid Játékvezető: Szymon Marciniak (lengyel) |

| 2022. szeptember 7. 21:00 |

| Club Brugge | 1–0               | Bayer Leverkusen |
| ----------- | ----------------- | ---------------- |
| Sylla 42'   | (1–0) Jegyzőkönyv |                  |

| Jan Breydel Stadion, Brugge Játékvezető: Irfan Peljto (bosznia-hercegovinai) |

| 2022. szeptember 13. 21:00 (20:00 WEST) |

| Porto | 0–4               | Club Brugge                                             |
| ----- | ----------------- | ------------------------------------------------------- |
|       | (0–1) Jegyzőkönyv | Jutglà 15' (11-esből) Sowah 47' Skov Olsen 52' Nusa 89' |

| Estádio do Dragão, Porto Játékvezető: Anasztásziosz Szidirópulosz (görög) |

| 2022. szeptember 13. 21:00 |

| Bayer Leverkusen      | 2–0               | Atlético Madrid |
| --------------------- | ----------------- | --------------- |
| Andrich 84' Diaby 87' | (0–0) Jegyzőkönyv |                 |

| BayArena, Leverkusen Játékvezető: Michael Oliver (angol) |

| 2022. október 4. 21:00 (20:00 WEST) |

| Porto                 | 2–0               | Bayer Leverkusen |
| --------------------- | ----------------- | ---------------- |
| Sanusi 69' Galeno 87' | (0–0) Jegyzőkönyv |                  |

| Estádio do Dragão, Porto Játékvezető: Anthony Taylor (angol) |

| 2022. október 4. 21:00 |

| Club Brugge          | 2–0               | Atlético Madrid |
| -------------------- | ----------------- | --------------- |
| Sowah 36' Jutglà 62' | (1–0) Jegyzőkönyv |                 |

| Jan Breydel Stadion, Brugge Játékvezető: Kovács István (román) |

| 2022. október 12. 18:45 |

| Atlético Madrid | 0–0         | Club Brugge |
| --------------- | ----------- | ----------- |
|                 | Jegyzőkönyv |             |

| Metropolitano Stadion, Madrid Játékvezető: Danny Makkelie (holland) |

| 2022. október 12. 21:00 |

| Bayer Leverkusen | 0–3               | Porto                                          |
| ---------------- | ----------------- | ---------------------------------------------- |
|                  | (0–1) Jegyzőkönyv | Galeno 6' Táremi 53' (11-esből) 64' (11-esből) |

| BayArena, Leverkusen Játékvezető: Kovács István (román) |

| 2022. október 26. 18:45 |

| Club Brugge | 0–4               | Porto                                      |
| ----------- | ----------------- | ------------------------------------------ |
|             | (0–1) Jegyzőkönyv | Táremi 33' 70' Evanilson 57' Eustáquio 60' |

| Jan Breydel Stadion, Brugge Játékvezető: Michael Oliver (angol) |

| 2022. október 26. 21:00 |

| Atlético Madrid          | 2–2               | Bayer Leverkusen         |
| ------------------------ | ----------------- | ------------------------ |
| Carrasco 22' De Paul 50' | (1–2) Jegyzőkönyv | Diaby 9' Hudson-Odoi 29' |

| Metropolitano Stadion, Madrid Játékvezető: Clément Turpin (francia) |

| 2022. november 1. 18:45 (17:45 WET) |

| Porto                   | 2–1               | Atlético Madrid       |
| ----------------------- | ----------------- | --------------------- |
| Táremi 5' Eustáquio 24' | (2–0) Jegyzőkönyv | Marcano 90+5' (öngól) |

| Estádio do Dragão, Porto Játékvezető: Daniele Orsato (olasz) |

| 2022. november 1. 18:45 |

| Bayer Leverkusen | 0–0         | Club Brugge |
| ---------------- | ----------- | ----------- |
|                  | Jegyzőkönyv |             |

| BayArena, Leverkusen Játékvezető: Maurizio Mariani (olasz) |

### C csoport
| Hely. | Csapat         | M | Gy | D | V | G+ | G– | Gk  | P  | Továbbjutás                                       |  | BAY | INT | BAR | PLZ |
| ----- | -------------- | - | -- | - | - | -- | -- | --- | -- | ------------------------------------------------- |  | --- | --- | --- | --- |
| 1.    | Bayern München | 6 | 6  | 0 | 0 | 18 | 2  | +16 | 18 | Továbbjutott a nyolcaddöntőbe                     |  | —   | 2–0 | 2–0 | 5–0 |
| 2.    | Internazionale | 6 | 3  | 1 | 2 | 10 | 7  | +3  | 10 | Továbbjutott a nyolcaddöntőbe                     |  | 0–2 | —   | 1–0 | 4–0 |
| 3.    | Barcelona      | 6 | 2  | 1 | 3 | 12 | 12 | 0   | 7  | Átkerült az Európa-liga nyolcaddöntő rájátszásába |  | 0–3 | 3–3 | —   | 5–1 |
| 4.    | Viktoria Plzeň | 6 | 0  | 0 | 6 | 5  | 24 | −19 | 0  |                                                   |  | 2–4 | 0–2 | 2–4 | —   |

| 2022. szeptember 7. 21:00 |

| Barcelona                                       | 5–1               | Viktoria Plzeň |
| ----------------------------------------------- | ----------------- | -------------- |
| Kessié 13' Lewandowski 34' 45+3' 67' Torres 71' | (3–1) Jegyzőkönyv | Sýkora 44'     |

| Camp Nou, Barcelona Játékvezető: Lawrence Visser (belga) |

| 2022. szeptember 7. 21:00 |

| Internazionale | 0–2               | Bayern München                  |
| -------------- | ----------------- | ------------------------------- |
|                | (0–1) Jegyzőkönyv | Sané 25' D’Ambrosio 66' (öngól) |

| San Siro, Milánó Játékvezető: Clément Turpin (francia) |

| 2022. szeptember 13. 18:45 |

| Viktoria Plzeň | 0–2               | Internazionale         |
| -------------- | ----------------- | ---------------------- |
|                | (0–1) Jegyzőkönyv | Džeko 20' Dumfries 70' |

| Doosan Arena, Plzeň Játékvezető: Sandro Schärer (svájci) |

| 2022. szeptember 13. 21:00 |

| Bayern München         | 2–0               | Barcelona |
| ---------------------- | ----------------- | --------- |
| Hernandez 50' Sané 54' | (0–0) Jegyzőkönyv |           |

| Allianz Arena, München Játékvezető: Danny Makkelie (holland) |

| 2022. október 4. 18:45 |

| Bayern München                                    | 5–0               | Viktoria Plzeň |
| ------------------------------------------------- | ----------------- | -------------- |
| Sané 7' 51' Gnabry 13' Mané 21' Choupo-Moting 59' | (3–0) Jegyzőkönyv |                |

| Allianz Arena, München Játékvezető: Nikola Dabanović (montenegrói) |

| 2022. október 4. 21:00 |

| Internazionale   | 1–0               | Barcelona |
| ---------------- | ----------------- | --------- |
| Çalhanoğlu 45+2' | (1–0) Jegyzőkönyv |           |

| San Siro, Milánó Játékvezető: Slavko Vinčić (szlovén) |

| 2022. október 12. 21:00 |

| Barcelona                         | 3–3               | Internazionale                      |
| --------------------------------- | ----------------- | ----------------------------------- |
| Dembélé 40' Lewandowski 82' 90+2' | (1–0) Jegyzőkönyv | Barella 50' Martínez 63' Gosens 89' |

| Camp Nou, Barcelona Játékvezető: Szymon Marciniak (lengyel) |

| 2022. október 12. 21:00 |

| Viktoria Plzeň           | 2–4               | Bayern München                       |
| ------------------------ | ----------------- | ------------------------------------ |
| Vlkanova 62' Kliment 75' | (0–4) Jegyzőkönyv | Mané 10' Müller 14' Goretzka 25' 35' |

| Doosan Arena, Plzeň Játékvezető: Bartosz Frankowski (lengyel) |

| 2022. október 26. 18:45 |

| Internazionale                         | 4–0               | Viktoria Plzeň |
| -------------------------------------- | ----------------- | -------------- |
| Mhitarján 35' Džeko 42' 66' Lukaku 87' | (2–0) Jegyzőkönyv |                |

| San Siro, Milánó Játékvezető: Andreas Ekberg (svéd) |

| 2022. október 26. 21:00 |

| Barcelona | 0–3               | Bayern München                          |
| --------- | ----------------- | --------------------------------------- |
|           | (0–2) Jegyzőkönyv | Mané 10' Choupo-Moting 31' Pavard 90+5' |

| Camp Nou, Barcelona Játékvezető: Anthony Taylor (angol) |

| 2022. november 1. 21:00 |

| Bayern München               | 2–0               | Internazionale |
| ---------------------------- | ----------------- | -------------- |
| Pavard 32' Choupo-Moting 72' | (1–0) Jegyzőkönyv |                |

| Allianz Arena, München Játékvezető: Ivan Kružliak (szlovák) |

| 2022. november 1. 21:00 |

| Viktoria Plzeň           | 2–4               | Barcelona                          |
| ------------------------ | ----------------- | ---------------------------------- |
| Chorý 51' (11-esből) 63' | (0–2) Jegyzőkönyv | Alonso 6' Torres 44' 54' Torre 75' |

| Doosan Arena, Plzeň Játékvezető: Radu Petrescu (román) |

### D csoport
| Hely. | Csapat              | M | Gy | D | V | G+ | G– | Gk | P  | Továbbjutás                                       |  | TOT | FRA | SPO | MAR |
| ----- | ------------------- | - | -- | - | - | -- | -- | -- | -- | ------------------------------------------------- |  | --- | --- | --- | --- |
| 1.    | Tottenham Hotspur   | 6 | 3  | 2 | 1 | 8  | 6  | +2 | 11 | Továbbjutott a nyolcaddöntőbe                     |  | —   | 3–2 | 2–1 | 2–0 |
| 2.    | Eintracht Frankfurt | 6 | 3  | 1 | 2 | 7  | 8  | −1 | 10 | Továbbjutott a nyolcaddöntőbe                     |  | 0–0 | —   | 0–3 | 2–1 |
| 3.    | Sporting CP         | 6 | 2  | 1 | 3 | 8  | 9  | −1 | 7  | Átkerült az Európa-liga nyolcaddöntő rájátszásába |  | 2–0 | 1–2 | —   | 0–2 |
| 4.    | Marseille           | 6 | 2  | 0 | 4 | 8  | 8  | 0  | 6  |                                                   |  | 1–2 | 0–1 | 4–1 | —   |

| 2022. szeptember 7. 18:45 |

| Eintracht Frankfurt | 0–3               | Sporting CP                        |
| ------------------- | ----------------- | ---------------------------------- |
|                     | (0–0) Jegyzőkönyv | Edwards 65' Trincão 67' Santos 82' |

| Commerzbank-Arena, Frankfurt Játékvezető: Orel Grinfeld (izraeli) |

| 2022. szeptember 7. 21:00 (20:00 BST) |

| Tottenham Hotspur   | 2–0               | Marseille |
| ------------------- | ----------------- | --------- |
| Richarlison 76' 81' | (0–0) Jegyzőkönyv |           |

| Tottenham Hotspur Stadion, London Játékvezető: Slavko Vinčić (szlovén) |

| 2022. szeptember 13. 18:45 (17:45 WEST) |

| Sporting CP               | 2–0               | Tottenham Hotspur |
| ------------------------- | ----------------- | ----------------- |
| Paulinho 90' Arthur 90+3' | (0–0) Jegyzőkönyv |                   |

| Estádio José Alvalade, Lisszabon Játékvezető: Srđan Jovanović (szerb) |

| 2022. szeptember 13. 21:00 |

| Marseille | 0–1               | Eintracht Frankfurt |
| --------- | ----------------- | ------------------- |
|           | (0–1) Jegyzőkönyv | Lindstrøm 43'       |

| Stade Vélodrome, Marseille Játékvezető: José María Sánchez Martínez (spanyol) |

| 2022. október 4. 18:45 |

| Marseille                                    | 4–1               | Sporting CP |
| -------------------------------------------- | ----------------- | ----------- |
| Sánchez 13' Hárít 16' Balerdi 28' Mbemba 84' | (3–1) Jegyzőkönyv | Trincão 1'  |

| Stade Vélodrome, Marseille Játékvezető: Davide Massa (olasz) |

| 2022. október 4. 21:00 |

| Eintracht Frankfurt | 0–0         | Tottenham Hotspur |
| ------------------- | ----------- | ----------------- |
|                     | Jegyzőkönyv |                   |

| Commerzbank-Arena, Frankfurt Játékvezető: Daniele Orsato (olasz) |

| 2022. október 12. 21:00 (20:00 BST) |

| Tottenham Hotspur                | 3–2               | Eintracht Frankfurt   |
| -------------------------------- | ----------------- | --------------------- |
| Szon 20' 36' Kane 28' (11-esből) | (3–1) Jegyzőkönyv | Kamada 14' Alidou 87' |

| Tottenham Hotspur Stadion, London Játékvezető: Carlos del Cerro Grande (spanyol) |

| 2022. október 12. 21:00 (20:00 WEST) |

| Sporting CP | 0–2               | Marseille                            |
| ----------- | ----------------- | ------------------------------------ |
|             | (0–2) Jegyzőkönyv | Guendouzi 20' (11-esből) Sánchez 30' |

| Estádio José Alvalade, Lisszabon Játékvezető: Alejandro Hernández Hernández (spanyol) |

| 2022. október 26. 21:00 (20:00 BST) |

| Tottenham Hotspur | 1–1               | Sporting CP |
| ----------------- | ----------------- | ----------- |
| Bentancur 80'     | (0–1) Jegyzőkönyv | Edwards 22' |

| Tottenham Hotspur Stadion, London Játékvezető: Danny Makkelie (holland) |

| 2022. október 26. 21:00 |

| Eintracht Frankfurt      | 2–1               | Marseille     |
| ------------------------ | ----------------- | ------------- |
| Kamada 3' Kolo Muani 27' | (2–1) Jegyzőkönyv | Guendouzi 22' |

| Commerzbank-Arena, Frankfurt Játékvezető: Jesús Gil Manzano (spanyol) |

| 2022. november 1. 21:00 (20:00 WET) |

| Sporting CP | 1–2               | Eintracht Frankfurt                  |
| ----------- | ----------------- | ------------------------------------ |
| Arthur 39'  | (1–0) Jegyzőkönyv | Kamada 62' (11-esből) Kolo Muani 72' |

| Estádio José Alvalade, Lisszabon Játékvezető: Slavko Vinčić (szlovén) |

| 2022. november 1. 21:00 |

| Marseille    | 1–2               | Tottenham Hotspur          |
| ------------ | ----------------- | -------------------------- |
| Mbemba 45+2' | (1–0) Jegyzőkönyv | Lenglet 54' Højbjerg 90+5' |

| Stade Vélodrome, Marseille Játékvezető: Szymon Marciniak (lengyel) |

### E csoport
| Hely. | Csapat            | M | Gy | D | V | G+ | G– | Gk | P  | Továbbjutás                                       |  | CHE | MIL | SAL | DZG |
| ----- | ----------------- | - | -- | - | - | -- | -- | -- | -- | ------------------------------------------------- |  | --- | --- | --- | --- |
| 1.    | Chelsea           | 6 | 4  | 1 | 1 | 10 | 4  | +6 | 13 | Továbbjutott a nyolcaddöntőbe                     |  | —   | 3–0 | 1–1 | 2–1 |
| 2.    | Milan             | 6 | 3  | 1 | 2 | 12 | 7  | +5 | 10 | Továbbjutott a nyolcaddöntőbe                     |  | 0–2 | —   | 4–0 | 3–1 |
| 3.    | Red Bull Salzburg | 6 | 1  | 3 | 2 | 5  | 9  | −4 | 6  | Átkerült az Európa-liga nyolcaddöntő rájátszásába |  | 1–2 | 1–1 | —   | 1–0 |
| 4.    | Dinamo Zagreb     | 6 | 1  | 1 | 4 | 4  | 11 | −7 | 4  |                                                   |  | 1–0 | 0–4 | 1–1 | —   |

| 2022. szeptember 6. 18:45 |

| Dinamo Zagreb | 1–0               | Chelsea |
| ------------- | ----------------- | ------- |
| Oršić 13'     | (1–0) Jegyzőkönyv |         |

| Maksimir Stadion, Zágráb Játékvezető: Kovács István (román) |

| 2022. szeptember 6. 21:00 |

| Red Bull Salzburg | 1–1               | Milan            |
| ----------------- | ----------------- | ---------------- |
| Okafor 28'        | (1–1) Jegyzőkönyv | Saelemaekers 40' |

| Red Bull Arena, Wals-Siezenheim Játékvezető: Srđan Jovanović (szerb) |

| 2022. szeptember 14. 18:45 |

| Milan                                             | 3–1               | Dinamo Zagreb |
| ------------------------------------------------- | ----------------- | ------------- |
| Giroud 45' (11-esből) Saelemaekers 47' Pobega 77' | (1–0) Jegyzőkönyv | Oršić 56'     |

| San Siro, Milánó Játékvezető: Jesús Gil Manzano (spanyol) |

| 2022. szeptember 14. 21:00 (20:00 BST) |

| Chelsea      | 1–1               | Red Bull Salzburg |
| ------------ | ----------------- | ----------------- |
| Sterling 48' | (0–0) Jegyzőkönyv | Okafor 75'        |

| Stamford Bridge, London Játékvezető: Ivan Kružliak (szlovák) |

| 2022. október 5. 18:45 |

| Red Bull Salzburg     | 1–0               | Dinamo Zagreb |
| --------------------- | ----------------- | ------------- |
| Okafor 71' (11-esből) | (0–0) Jegyzőkönyv |               |

| Red Bull Arena, Wals-Siezenheim Játékvezető: Andris Treimanis (lett) |

| 2022. október 5. 21:00 (20:00 BST) |

| Chelsea                             | 3–0               | Milan |
| ----------------------------------- | ----------------- | ----- |
| Fofana 24' Aubameyang 56' James 62' | (1–0) Jegyzőkönyv |       |

| Stamford Bridge, London Játékvezető: Danny Makkelie (holland) |

| 2022. október 11. 21:00 |

| Dinamo Zagreb | 1–1               | Red Bull Salzburg |
| ------------- | ----------------- | ----------------- |
| Ljubičić 40'  | (1–1) Jegyzőkönyv | Seiwald 12'       |

| Maksimir Stadion, Zágráb Játékvezető: Tobias Stieler (német) |

| 2022. október 11. 21:00 |

| Milan | 0–2               | Chelsea                                |
| ----- | ----------------- | -------------------------------------- |
|       | (0–2) Jegyzőkönyv | Jorginho 21' (11-esből) Aubameyang 34' |

| San Siro, Milánó Játékvezető: Daniel Siebert (német) |

| 2022. október 25. 18:45 |

| Red Bull Salzburg | 1–2               | Chelsea                 |
| ----------------- | ----------------- | ----------------------- |
| Adamu 49'         | (0–1) Jegyzőkönyv | Kovačić 23' Havertz 64' |

| Red Bull Arena, Wals-Siezenheim Játékvezető: Sandro Schärer (svájci) |

| 2022. október 25. 21:00 |

| Dinamo Zagreb | 0–4               | Milan                                                          |
| ------------- | ----------------- | -------------------------------------------------------------- |
|               | (0–1) Jegyzőkönyv | Gabbia 39' Leão 49' Giroud 59' (11-esből) Ljubičić 69' (öngól) |

| Maksimir Stadion, Zágráb Játékvezető: Szymon Marciniak (lengyel) |

| 2022. november 2. 21:00 (20:00 GMT) |

| Chelsea                  | 2–1               | Dinamo Zagreb |
| ------------------------ | ----------------- | ------------- |
| Sterling 18' Zakaria 30' | (2–1) Jegyzőkönyv | Petković 7'   |

| Stamford Bridge, London Játékvezető: François Letexier (francia) |

| 2022. november 2. 21:00 |

| Milan                                   | 4–0               | Red Bull Salzburg |
| --------------------------------------- | ----------------- | ----------------- |
| Giroud 14' 57' Krunić 46' Messias 90+1' | (1–0) Jegyzőkönyv |                   |

| San Siro, Milánó Játékvezető: Antonio Mateu Lahoz (spanyol) |

### F csoport
| Hely. | Csapat        | M | Gy | D | V | G+ | G– | Gk  | P  | Továbbjutás                                       |  | RMA | RBL | SAH | CEL |
| ----- | ------------- | - | -- | - | - | -- | -- | --- | -- | ------------------------------------------------- |  | --- | --- | --- | --- |
| 1.    | Real Madrid   | 6 | 4  | 1 | 1 | 15 | 6  | +9  | 13 | Továbbjutott a nyolcaddöntőbe                     |  | —   | 2–0 | 2–1 | 5–1 |
| 2.    | RB Leipzig    | 6 | 4  | 0 | 2 | 13 | 9  | +4  | 12 | Továbbjutott a nyolcaddöntőbe                     |  | 3–2 | —   | 1–4 | 3–1 |
| 3.    | Sahtar Doneck | 6 | 1  | 3 | 2 | 8  | 10 | −2  | 6  | Átkerült az Európa-liga nyolcaddöntő rájátszásába |  | 1–1 | 0–4 | —   | 1–1 |
| 4.    | Celtic        | 6 | 0  | 2 | 4 | 4  | 15 | −11 | 2  |                                                   |  | 0–3 | 0–2 | 1–1 | —   |

| 2022. szeptember 6. 21:00 (20:00 BST) |

| Celtic | 0–3               | Real Madrid                        |
| ------ | ----------------- | ---------------------------------- |
|        | (0–0) Jegyzőkönyv | Vinícius 56' Modrić 60' Hazard 77' |

| Celtic Park, Glasgow Játékvezető: Sandro Schärer (svájci) |

| 2022. szeptember 6. 21:00 |

| RB Leipzig  | 1–4               | Sahtar Doneck                       |
| ----------- | ----------------- | ----------------------------------- |
| Simakan 57' | (0–1) Jegyzőkönyv | Shved 16' 58' Mudryk 76' Traoré 85' |

| Red Bull Arena, Lipcse Játékvezető: João Pinheiro (portugál) |

| 2022. szeptember 14. 18:45 |

| Sahtar Doneck | 1–1               | Celtic                 |
| ------------- | ----------------- | ---------------------- |
| Mudryk 29'    | (1–1) Jegyzőkönyv | Bondarenko 10' (öngól) |

| Stadion Wojska Polskiego, Varsó, Lengyelország Játékvezető: Glenn Nyberg (svéd) |

| 2022. szeptember 14. 21:00 |

| Real Madrid                | 2–0               | RB Leipzig |
| -------------------------- | ----------------- | ---------- |
| Valverde 80' Asensio 90+1' | (0–0) Jegyzőkönyv |            |

| Santiago Bernabéu, Madrid Játékvezető: Maurizio Mariani (olasz) |

| 2022. október 5. 18:45 |

| RB Leipzig               | 3–1               | Celtic   |
| ------------------------ | ----------------- | -------- |
| Nkunku 27' Silva 64' 77' | (1–0) Jegyzőkönyv | Jota 47' |

| Red Bull Arena, Lipcse Játékvezető: Espen Eskås (norvég) |

| 2022. október 5. 21:00 |

| Real Madrid              | 2–1               | Sahtar Doneck |
| ------------------------ | ----------------- | ------------- |
| Rodrygo 13' Vinicius 28' | (2–1) Jegyzőkönyv | Zubkov 39'    |

| Santiago Bernabéu, Madrid Játékvezető: Ivan Kružliak (szlovák) |

| 2022. október 11. 21:00 |

| Sahtar Doneck | 1–1               | Real Madrid   |
| ------------- | ----------------- | ------------- |
| Zubkov 46'    | (0–0) Jegyzőkönyv | Rüdiger 90+5' |

| Stadion Wojska Polskiego, Varsó, Lengyelország Játékvezető: Orel Grinfeld (izraeli) |

| 2022. október 11. 21:00 (20:00 BST) |

| Celtic | 0–2               | RB Leipzig              |
| ------ | ----------------- | ----------------------- |
|        | (0–0) Jegyzőkönyv | Werner 75' Forsberg 84' |

| Celtic Park, Glasgow Játékvezető: Halil Umut Meler (török) |

| 2022. október 25. 21:00 (20:00 BST) |

| Celtic         | 1–1               | Sahtar Doneck |
| -------------- | ----------------- | ------------- |
| Jakumákisz 34' | (1–0) Jegyzőkönyv | Mudryk 58'    |

| Celtic Park, Glasgow Játékvezető: Serdar Gözübüyük (holland) |

| 2022. október 25. 21:00 |

| RB Leipzig                         | 3–2               | Real Madrid                           |
| ---------------------------------- | ----------------- | ------------------------------------- |
| Gvardiol 13' Nkunku 18' Werner 81' | (2–1) Jegyzőkönyv | Vinícius 44' Rodrygo 90+3' (11-esből) |

| Red Bull Arena, Lipcse Játékvezető: Daniele Orsato (olasz) |

| 2022. november 2. 18:45 |

| Real Madrid                                                                       | 5–1               | Celtic   |
| --------------------------------------------------------------------------------- | ----------------- | -------- |
| Modrić 6' (11-esből) Rodrygo 21' (11-esből) Asensio 51' Vinícius 61' Valverde 71' | (2–0) Jegyzőkönyv | Jota 84' |

| Santiago Bernabéu, Madrid Játékvezető: Stéphanie Frappart (francia) |

| 2022. november 2. 18:45 |

| Sahtar Doneck | 0–4               | RB Leipzig                                             |
| ------------- | ----------------- | ------------------------------------------------------ |
|               | (0–1) Jegyzőkönyv | Nkunku 10' Silva 50' Szoboszlai 62' Bondar 68' (öngól) |

| Stadion Wojska Polskiego, Varsó, Lengyelország Játékvezető: Michael Oliver (angol) |

### G csoport
| Hely. | Csapat            | M | Gy | D | V | G+ | G– | Gk  | P  | Továbbjutás                                       |  | MCI | DOR | SEV | CPH |
| ----- | ----------------- | - | -- | - | - | -- | -- | --- | -- | ------------------------------------------------- |  | --- | --- | --- | --- |
| 1.    | Manchester City   | 6 | 4  | 2 | 0 | 14 | 2  | +12 | 14 | Továbbjutott a nyolcaddöntőbe                     |  | —   | 2–1 | 3–1 | 5–0 |
| 2.    | Borussia Dortmund | 6 | 2  | 3 | 1 | 10 | 5  | +5  | 9  | Továbbjutott a nyolcaddöntőbe                     |  | 0–0 | —   | 1–1 | 3–0 |
| 3.    | Sevilla           | 6 | 1  | 2 | 3 | 6  | 12 | −6  | 5  | Átkerült az Európa-liga nyolcaddöntő rájátszásába |  | 0–4 | 1–4 | —   | 3–0 |
| 4.    | København         | 6 | 0  | 3 | 3 | 1  | 12 | −11 | 3  |                                                   |  | 0–0 | 1–1 | 0–0 | —   |

| 2022. szeptember 6. 18:45 |

| Borussia Dortmund                     | 3–0               | København |
| ------------------------------------- | ----------------- | --------- |
| Reus 35' Guerreiro 42' Bellingham 83' | (2–0) Jegyzőkönyv |           |

| Signal Iduna Park, Dortmund Játékvezető: François Letexier (francia) |

| 2022. szeptember 6. 21:00 |

| Sevilla | 0–4               | Manchester City                      |
| ------- | ----------------- | ------------------------------------ |
|         | (0–1) Jegyzőkönyv | Haaland 20' 67' Foden 58' Dias 90+2' |

| Estadio Ramón Sánchez-Pizjuán, Sevilla Játékvezető: Davide Massa (olasz) |

| 2022. szeptember 14. 21:00 (20:00 BST) |

| Manchester City        | 2–1               | Borussia Dortmund |
| ---------------------- | ----------------- | ----------------- |
| Stones 80' Haaland 84' | (0–0) Jegyzőkönyv | Bellingham 56'    |

| City of Manchester Stadion, Manchester Játékvezető: Daniele Orsato (olasz) |

| 2022. szeptember 14. 21:00 |

| København | 0–0         | Sevilla |
| --------- | ----------- | ------- |
|           | Jegyzőkönyv |         |

| Parken Stadion, Koppenhága Játékvezető: Irfan Peljto (bosznia-hercegovinai) |

| 2022. október 5. 21:00 (20:00 BST) |

| Manchester City                                                         | 5–0               | København |
| ----------------------------------------------------------------------- | ----------------- | --------- |
| Haaland 7' 32' Khocholava 39' (öngól) Mahrez 55' (11-esből) Álvarez 76' | (3–0) Jegyzőkönyv |           |

| City of Manchester Stadion, Manchester Játékvezető: Donatas Rumšas (litván) |

| 2022. október 5. 21:00 |

| Sevilla        | 1–4               | Borussia Dortmund                                  |
| -------------- | ----------------- | -------------------------------------------------- |
| El-Neszjrí 51' | (0–3) Jegyzőkönyv | Guerreiro 6' Bellingham 41' Adeyemi 43' Brandt 75' |

| Estadio Ramón Sánchez-Pizjuán, Sevilla Játékvezető: Maurizio Mariani (olasz) |

| 2022. október 11. 18:45 |

| København | 0–0         | Manchester City |
| --------- | ----------- | --------------- |
|           | Jegyzőkönyv |                 |

| Parken Stadion, Koppenhága Játékvezető: Artur Soares Dias (portugál) |

| 2022. október 11. 21:00 |

| Borussia Dortmund | 1–1               | Sevilla     |
| ----------------- | ----------------- | ----------- |
| Bellingham 35'    | (1–1) Jegyzőkönyv | Nianzou 18' |

| Signal Iduna Park, Dortmund Játékvezető: Srđan Jovanović (szerb) |

| 2022. október 25. 18:45 |

| Sevilla                               | 3–0               | København |
| ------------------------------------- | ----------------- | --------- |
| El-Neszjrí 61' Isco 88' Montiel 90+2' | (0–0) Jegyzőkönyv |           |

| Estadio Ramón Sánchez-Pizjuán, Sevilla Játékvezető: Benoît Bastien (francia) |

| 2022. október 25. 21:00 |

| Borussia Dortmund | 0–0         | Manchester City |
| ----------------- | ----------- | --------------- |
|                   | Jegyzőkönyv |                 |

| Signal Iduna Park, Dortmund Játékvezető: Davide Massa (olasz) |

| 2022. november 2. 21:00 (20:00 GMT) |

| Manchester City                  | 3–1               | Sevilla |
| -------------------------------- | ----------------- | ------- |
| Lewis 52' Álvarez 73' Mahrez 83' | (0–1) Jegyzőkönyv | Mir 31' |

| City of Manchester Stadion, Manchester Játékvezető: Orel Grinfeld (izraeli) |

| 2022. november 2. 21:00 |

| København      | 1–1               | Borussia Dortmund |
| -------------- | ----------------- | ----------------- |
| Haraldsson 41' | (1–1) Jegyzőkönyv | Hazard 23'        |

| Parken Stadion, Koppenhága Játékvezető: Aliyar Aghayev (azeri) |

### H csoport
| Hely. | Csapat              | M | Gy | D | V | G+ | G– | Gk  | P  | Továbbjutás                                       |  | BEN | PAR | JUV | MHA |
| ----- | ------------------- | - | -- | - | - | -- | -- | --- | -- | ------------------------------------------------- |  | --- | --- | --- | --- |
| 1.    | Benfica             | 6 | 4  | 2 | 0 | 16 | 7  | +9  | 14 | Továbbjutott a nyolcaddöntőbe                     |  | —   | 1–1 | 4–3 | 2–0 |
| 2.    | Paris Saint-Germain | 6 | 4  | 2 | 0 | 16 | 7  | +9  | 14 | Továbbjutott a nyolcaddöntőbe                     |  | 1–1 | —   | 2–1 | 7–2 |
| 3.    | Juventus            | 6 | 1  | 0 | 5 | 9  | 13 | −4  | 3  | Átkerült az Európa-liga nyolcaddöntő rájátszásába |  | 1–2 | 1–2 | —   | 3–1 |
| 4.    | Makkabi Haifa       | 6 | 1  | 0 | 5 | 7  | 21 | −14 | 3  |                                                   |  | 1–6 | 1–3 | 2–0 | —   |

1. 1 2  Az egymás elleni eredmény, az összes gólkülönbség, az összes szerzett gól döntetlen. Idegenben szerzett gólok: Benfica 9, Paris Saint-Germain 6.
2. 1 2  Az egymás elleni eredmény döntetlen. Az összes gólkülönbség döntött.

| 2022. szeptember 6. 21:00 |

| Paris Saint-Germain | 2–1               | Juventus     |
| ------------------- | ----------------- | ------------ |
| Mbappé 5' 22'       | (2–0) Jegyzőkönyv | McKennie 53' |

| Parc des Princes, Párizs Játékvezető: Anthony Taylor (angol) |

| 2022. szeptember 6. 21:00 (20:00 WEST) |

| Benfica                     | 2–0               | Makkabi Haifa |
| --------------------------- | ----------------- | ------------- |
| Rafa Silva 50' Grimaldo 54' | (0–0) Jegyzőkönyv |               |

| Estádio da Luz, Lisszabon Játékvezető: Andreas Ekberg (svéd) |

| 2022. szeptember 14. 21:00 |

| Juventus | 1–2               | Benfica                             |
| -------- | ----------------- | ----------------------------------- |
| Milik 4' | (1–1) Jegyzőkönyv | Joao Mario 43' (11-esből) Neres 55' |

| Juventus Stadion, Torino Játékvezető: Felix Zwayer (német) |

| 2022. szeptember 14. 21:00 (22:00 IDT) |

| Makkabi Haifa | 1–3               | Paris Saint-Germain             |
| ------------- | ----------------- | ------------------------------- |
| Chery 24'     | (1–1) Jegyzőkönyv | Messi 37' Mbappé 69' Neymar 88' |

| Sammy Ofer Stadion, Haifa Játékvezető: Daniel Siebert (német) |

| 2022. október 5. 21:00 |

| Juventus                    | 3–1               | Makkabi Haifa |
| --------------------------- | ----------------- | ------------- |
| Rabiot 35' 83' Vlahović 50' | (1–0) Jegyzőkönyv | David 75'     |

| Juventus Stadion, Torino Játékvezető: Sandro Schärer (svájci) |

| 2022. október 5. 21:00 (20:00 WEST) |

| Benfica            | 1–1               | Paris Saint-Germain |
| ------------------ | ----------------- | ------------------- |
| Danilo 41' (öngól) | (1–1) Jegyzőkönyv | Messi 22'           |

| Estádio da Luz, Lisszabon Játékvezető: Jesús Gil Manzano (spanyol) |

| 2022. október 11. 18:45 (19:45 IDT) |

| Makkabi Haifa | 2–0               | Juventus |
| ------------- | ----------------- | -------- |
| Atzili 7' 42' | (2–0) Jegyzőkönyv |          |

| Sammy Ofer Stadion, Haifa Játékvezető: Antonio Mateu Lahoz (spanyol) |

| 2022. október 11. 21:00 |

| Paris Saint-Germain   | 1–1               | Benfica                   |
| --------------------- | ----------------- | ------------------------- |
| Mbappé 40' (11-esből) | (1–0) Jegyzőkönyv | João Mário 62' (11-esből) |

| Parc des Princes, Párizs Játékvezető: Michael Oliver (angol) |

| 2022. október 25. 21:00 |

| Paris Saint-Germain                                                    | 7–2               | Makkabi Haifa |
| ---------------------------------------------------------------------- | ----------------- | ------------- |
| Messi 19' 45' Mbappé 32' 64' Neymar 35' Goldberg 67' (öngól) Soler 84' | (4–1) Jegyzőkönyv | Seck 38' 50'  |

| Parc des Princes, Párizs Játékvezető: Felix Zwayer (német) |

| 2022. október 25. 21:00 (20:00 WEST) |

| Benfica                                                 | 4–3               | Juventus                        |
| ------------------------------------------------------- | ----------------- | ------------------------------- |
| A. Silva 14' João Mário 28' (11-esből) R. Silva 35' 50' | (3–1) Jegyzőkönyv | Kean 21' Milik 77' McKennie 79' |

| Estádio da Luz, Lisszabon Játékvezető: Srđan Jovanović (szerb) |

| 2022. november 2. 21:00 |

| Juventus    | 1–2               | Paris Saint-Germain   |
| ----------- | ----------------- | --------------------- |
| Bonucci 39' | (1–1) Jegyzőkönyv | Mbappé 13' Mendes 69' |

| Juventus Stadion, Torino Játékvezető: Carlos del Cerro Grande (spanyol) |

| 2022. november 2. 21:00 (22:00 IST) |

| Makkabi Haifa        | 1–6               | Benfica                                                                  |
| -------------------- | ----------------- | ------------------------------------------------------------------------ |
| Chery 26' (11-esből) | (1–1) Jegyzőkönyv | Ramos 20' Musa 59' Grimaldo 69' R. Silva 73' Araújo 88' João Mário 90+2' |

| Sammy Ofer Stadion, Haifa Játékvezető: Anthony Taylor (angol) |